# Krośnieński
Krośnieński là một huyện thuộc tỉnh Lubuskie của Ba Lan. Huyện có diện tích 1391 km². Đến ngày 1 tháng 1 năm 2011, dân số của huyện là 56041 người và mật độ 40 người/km².